# Brandstichtingen op Franse spoorwegen in 2024
Op 26 juli 2024, de dag van de openingsceremonie van de Olympische Zomerspelen van 2024, beschadigde een reeks brandstichtingen de LGV Atlantique-, Nord- en Est-lijnen van het Franse hogesnelheidsspoorwegsysteem. De internationale en binnenlandse spoorwegdiensten werden op grote schaal ontwricht, waarbij ongeveer 800.000 passagiers getroffen werden. Er was ook een poging op de lijn LGV Sud-Est, maar deze werd verhinderd door onderhoudspersoneel van de TGV dat toevallig ter plaatse was.

## Achtergrond
Een eerdere aanval werd vermeden op 8 mei tijdens de aankomst van de Olympische vlam in Marseille, toen de politie vier brandbommen vond op de LGV Méditerranée-lijn tussen Aix en Marseille. 

## Aanvallen
Vier seinhuizen langs de lijnen die Parijs verbinden met steden als Rijsel in het noorden, Bordeaux in het westen en Straatsburg in het oosten werden beschadigd, terwijl een aanval op de LGV Sud-Est-lijn werd verhinderd. Eurostar bevestigde later dat ze een vierde van de treinen had geannuleerd omdat de brandstichtingen verstoring van het hogesnelheidsspoor veroorzaakten. Naast de internationale treinen werden ook de binnenlandse spoorwegdiensten ernstig verstoord. Er wordt geschat dat 800.000 passagiers getroffen zijn.

## Gevolgen

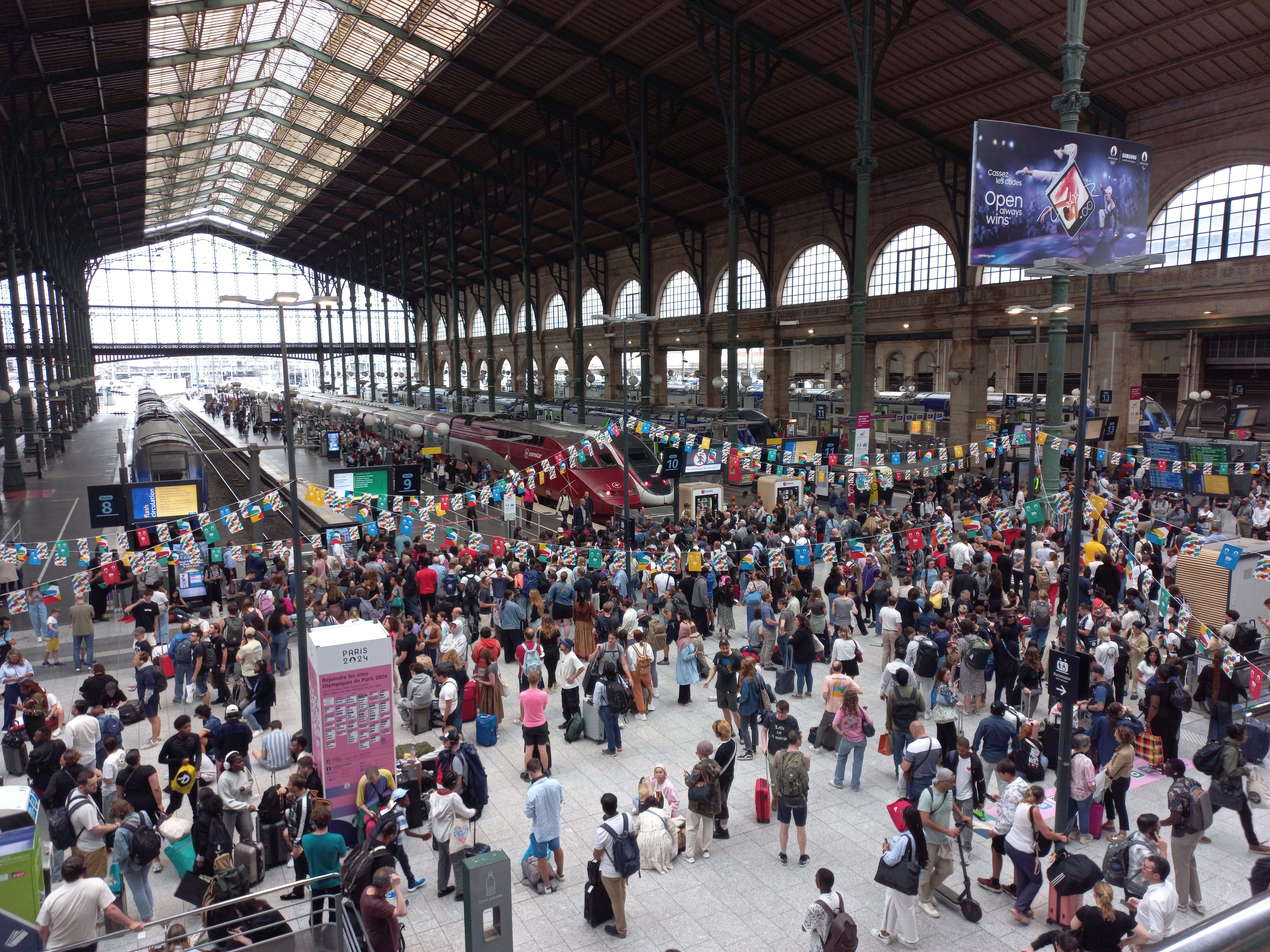
Massa's passagiers wachten in station Paris Gare du Nord op treinen die vertraging hebben opgelopen door de aanslagen.

Drie hogesnelheidslijnen werden getroffen:
- LGV Atlantique: twee derden van de treinen reed niet.
- LGV Est Européenne: er werden vertragingen van ongeveer anderhalf uur gemeld, maar alle treinen reden. De normale hervatting van het verkeer werd verwacht op 27 juli.
- LGV Nord: vertragingen van ongeveer een uur en enkele treinen geannuleerd, terwijl de normale hervatting van het verkeer gepland is tegen 29 juli.

Eurostar moest van 26 tot en met 28 juli een kwart van zijn treinen schrappen. De rijdende treinen werden omgeleid via conventionele lijnen en reden met een lagere snelheid, waardoor de reis met ongeveer anderhalf uur werd verlengd.
Meer dan 800.000 reizigers werden rechtstreeks getroffen, waaronder 250.000 op 26 juli.

## Onderzoek
De openbare aanklager van Parijs opende een onderzoek naar een vermoedelijk poging om “fundamentele nationale belangen” te ondermijnen. De inlichtingendiensten en de rechtshandhaving werden gemobiliseerd om de daders op te sporen en te bestraffen.
Op 25 juli had de Israëlische minister van Buitenlandse Zaken Israel Katz zijn Franse collega gewaarschuwd voor een complot gesteund door Iraanse terroristen om de activiteiten van de opening te laten ontsporen. Iran ontkende deze beschuldigingen voor en na de aanval.
Op 28 juli 2024 werd een man die een 'ultralinkse militant' werd genoemd gearresteerd in Noordwest-Frankrijk nadat hij zich verdacht gedroeg in de buurt van een spoorwegterrein. Er werden sleutels van technische gebouwen, een tang, een set universele sleutels en literatuur "gelinkt aan ultra-links" gevonden in zijn auto. Bij zijn arrestatie waren er echter geen aanwijzingen dat hij verband hield met de eerdere aanslagen. De Franse minister van Binnenlandse Zaken, Gérald Darmanin, vertelde de media dat de gebruikte methoden traditioneel waren voor ultralinks en een mogelijke connectie opleverden.

## Reacties
De Franse minister van Sport, Amélie Oudéa-Castéra, uitte haar verontwaardiging over het vandalisme en zei dat het aanvallen op de Spelen gelijk stond aan het aanvallen op Frankrijk zelf. De Franse premier Gabriel Attal beloofde voorafgaand aan de openingsceremonie van de avond degenen die verantwoordelijk zijn voor het ‘verlammen’ van de connectiviteit door sabotageaanvallen te 'vinden en te straffen'. De Franse minister van Transport, Patrice Vergriete, waarschuwde het hele weekend voor "zeer ernstige gevolgen" voor het spoorverkeer, waarbij de verbindingen richting Noord-, Oost- en Noordwest-Frankrijk werden gehalveerd.